# Milt Herth
Milton 'Milt' Herth (Kenosha (Wisconsin), 11 maart 1902 – Las Vegas (Nevada), 8 juni 1969) was een Amerikaanse jazzorganist.

## Biografie
Milt Herth was een jazzorganist, die in de jaren 1930 bekend was en die kort nadat het was uitgevonden, het hammondorgel bespeelde. Herth kwam uit Wisconsin, kreeg in 1935 een baan als organist bij een lokaal radiostation en speelde vanaf 1937 met jazzpianist Willie "The Lion" Smith in Chicago, bij wiens opnamen voor Decca Records hij betrokken was. Herth, Smith en drummer O'Neill Spencer richtten vervolgens het Milt Herth Trio op, dat in april 1938 werd uitgebreid tot een kwartet met Teddy Bunn op gitaar. Herth nam een aantal 78s op voor Decca, Owl en Coral Records, waaronder versies van bekende standards zoals Basin Street Blues, Lambeth Walk, Bei mir bist du schoen en Black and Tan Fantasy en popsongs zoals Peggy O'Neil. Herth, die ook speelde met Louis Armstrong en Billy Kyle, verscheen ook in verschillende korte films, zoals Love and Onions (1935), Swing Styles (1939) en Jingle Belles (1941), evenals in de langere speelfilm Juke Box Jenny (1942).

## Overlijden
Milt Herth overleed in juni 1969 op 67-jarige leeftijd.

## Discografie
- The Monkeys Have No Tails in Zamboanga (Decca Records)
- Ain't She Sweet (Coral Records)
- Hi-Jinks on the Hammond (Capitol Records)
- Happiness Is-Hammond (Dot Records)
- Milt Herth Trio (Decca Records)

- International Standard Name Identifier: 0000 0000 4223 1537
- Library of Congress Control Number: no93024806
- MusicBrainz: 52923faf-1b37-4fb4-957a-f81f0212f305
- Virtual International Authority File: 75888830
- WorldCat: E39PBJppDXfm3pTpXxpTrTWVYP